# Zillis-Reischen
Zillis-Reischen és un municipi del cantó dels Grisons (Suïssa), situat al districte de Hinterrhein.